# Minako Aino
Minako Aino ili Sailor Venus
(Venerina ratnica) je lik u anime seriji "Sailor Moon". Ona je peta ratnica koja raspolaže moćima ljubavi, a njen planet zaštitnik je Venera. Nekoć je bila Sailor V, superjunakinja i Usagin uzor, sve dok nije shvatila da je njena prava zadaća pridružiti se Mjesečevim ratnicama. Kroz to sve pratio ju je njen mačak zaštitnik Artemis. Minako je zaigrana i vesela djevojka koja kao i Usagi ne shvaća školu i obaveze baš previše ozbiljno.

## Profil
Minako Aino je Venerina ratnica. Bila je superjunakinja Sailor V, Usagin uzor i borila se sama. Živjela je u Engleskoj, a u Japan se doselila nakon što je njena najbolja prijateljica započela vezu s dečkom koji se sviđao Minako. Na početku se činilo da ima relativno ozbiljno ponašanje, ali kasnije se vidi kako je ona ustvari zaigrana i vedra djevojka. Ima duh rođenog vođe, a njen vjerni prijatelj je mačak Artemis. Na početku je išla u drugu školu, ali se kasnije upisala u školu koju pohađaju Usagi, Ami i Makoto.
Članica je odbojkaškog kluba, a njen najdraži predmet je tjelesno zdravstvena kultura (najmrži predmeti su joj engleski jezik i matematika). Najveća želja joj je biti popularna, a svoje idole nerijetko proganja. Voli crvenu, narančastu i žutu boju, rođena je 22. listopada a u horoskopu je Vaga. Visoka je 157.48 cm,a krvna grupa joj je B.
Romantična je te uvijek voli davati savjete u vezi s ljubavlju iako i sama ima malo iskustva. Usagi je ljubomorna na nju jer joj se čini da je Minako zgodnija i da privlači svu pažnju momaka. Minako se često svađa s Rei, ali ju istovremeno poštuje. Minako je dobra prijateljica, posebno s Usagi s kojom se dobro složila jer su slične po tome što obje ne shvaćaju školu ozbiljno za razliku od npr. Ami. Minako je i otvorena, komunikativna i duhovita osoba.

## Ostale karakteristike
Venerina ratnica nosi uniformu narančaste boje, a na njenoj kosi je neprestano mašna crvene boje. Nekoć je bila Sailor V, superjunakinja koja svojim čarobnim moćima spašava nevine, a živjela je u Engleskoj.
Upoznala je mladu ženu Katarinu koja je bila policajka i mladića Alana u kojeg se zaljubila. Katarina joj je bila kao starija sestra, pa ju je zato silno pogodilo kada je saznala da ona hoda s Alanom. Osjećajući se izdanom, Minako se tako odselila u Japan i počela novi život kao Venerina ratnica.
Njen napad je Venus Love-Me Chain, a kasnije je stekla bolju moć,Venus Love And Beauty Shock, što je njen najjači napad.